# 叶莉
叶莉（1981年11月20日—）是上海人，中国女子篮球运动员，曾经效力上海东方八爪鱼队，位置是中锋，她身高1.93米。
叶莉1996年进入上海体育运动技术学院，1998年入选国家青年队，1999年底进国家集训队。生涯最好的成绩是2004年代表中国国家女子篮球队奪得亚洲锦标赛冠军。

## 家庭
她的丈夫是中国篮球球员姚明，二人于2007年8月6日在上海结婚。2010年5月22日，叶莉誕下女兒Amy（姚沁蕾）。